# 中国致公党北京市委员会
中国致公党北京市委员会，简称致公党北京市委、北京致公党，是中国致公党在北京市的地方组织。